# Paul Hubschmid
Paul Hubschmid est un acteur suisse, né Paul Hugo Hubschmid le 20 juillet 1917 à Schönenwerd (canton de Soleure, Suisse) et mort le 31 décembre 2001 à Berlin (Allemagne).
Il est parfois crédité Paul Christian (notamment aux États-Unis).

## Biographie
Après des études à l'école d'art dramatique fondée par Max Reinhardt à Vienne (Autriche), Paul Hubschmid débute au théâtre en 1937-1938, dans la capitale autrichienne puis à Berlin (où il meurt en 2001). Il mène une partie de sa carrière sur les planches, dans des pièces principalement, mais aussi dans le genre particulier de la comédie musicale. Ainsi, il personnifie le professeur Henry Higgins lors de la création à Berlin, en 1961 au Theater des Westens, de la version allemande de My Fair Lady. Il reprendra ce rôle à de nombreuses reprises par la suite.
Au cinéma, Paul Hubschmid débute en 1938, dans le film suisse Le Fusilier Wipf. Il tourne régulièrement jusqu'en 1972 — avant trois ultimes prestations, respectivement en 1985, 1988 et 1991 —, principalement dans des films allemands (ex. : Mademoiselle Scampolo de son compatriote Alfred Weidenmann, en 1958, avec Romy Schneider), son rôle le plus connu restant celui de l'architecte Harald Berger, dans le diptyque de Fritz Lang Le Tigre du Bengale / Le Tombeau hindou, aux côtés de Debra Paget et Walter Reyer, sorti en 1959.
Sa carrière au cinéma (quatre-vingt sept films en tout) est cosmopolite, puisqu'il apparaît également dans des films américains (ex. : Bagdad de Charles Lamont, en 1949, avec Maureen O'Hara et Vincent Price), autrichiens, britanniques (ex. : Mes funérailles à Berlin de Guy Hamilton, en 1966, avec Michael Caine et Oskar Homolka), français (ex. : Le Majordome de Jean Delannoy, en 1964, avec Paul Meurisse et Geneviève Page), et suisses à nouveau. En outre, il participe à de nombreuses coproductions (ex. : Le danger vient de l'espace, film franco-italien de Paolo Heusch, en 1958).
Enfin, à la télévision, Paul Hubschmid collabore à neuf séries et à sept téléfilms, entre 1961 et 1992, année où il se retire.

## Filmographie partielle

### Au cinéma
Films allemands, sauf mention contraire ou complémentaire
- 1938 : Le Fusilier Wipf (Füsilier Wipf) d'Hermann Haller et Leopold Lindtberg
- 1939 : Der letzte Appell de Max W. Kimmich
- 1939 : Maria Ilona de Géza von Bolváry
- 1940 : Les Lettres d'amour ou Les Lettres d'amour mal employées (Die mißbrauchten Liebesbriefe) de Leopold Lindtberg
- 1942 : Der Fall Reiner de Paul Verhoeven
- 1943 : Wilder Urlaub de Franz Schnyder
- 1944 : Der gebieterische Ruf de Gustav Ucicky
- 1948 : Valse céleste (Der Himmlische Walzer) de Géza von Cziffra
- 1949 : Profondeurs mystérieuses (Geheimnisvolle Tiefe) de Georg Wilhelm Pabst
- 1949 : La Loi de l'amour (Das Gesetz der Liebe) d'Hans Schweikart

- 1949 : Bagdad de Charles Lamont

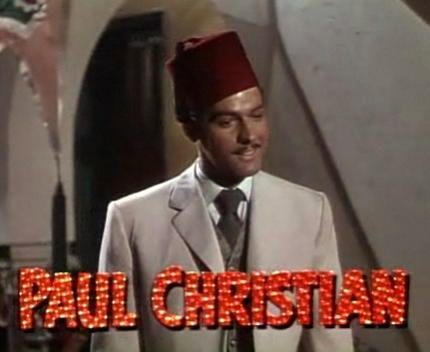
Dans la bande-annonce de Bagdad (1949)

- 1950 : Le Voleur de Venise (Il Ladro di Venezia) de John Brahm
- 1952 : Le plaisir est pour demain (No Time for Flowers) de Don Siegel
- 1953 : Le Monstre des temps perdus (The Beast from 20,000 Fathoms) d'Eugène Lourié
- 1953 : Le Masque bleu (Maske in Blau) de Georg Jacoby
- 1953 : Musik bei Nacht de Kurt Hoffmann
- 1954 : Les cloches n'ont pas sonné (Ungarische Rhapsodie) d'André Haguet et Peter Berneis
- 1955 : Ingrid: Die Geschichte eines Fotomodells (titre court : Ingrid) de Géza von Radványi
- 1955 : Die Frau des Botschafters d'Hans Deppe
- 1956 : Mon mari se marie aujourd'hui (Heute heiratet mein Mann) de Kurt Hoffmann
- 1956 : Le Pont d'or (Die Goldene Brücke) de Paul Verhoeven
- 1957 : C'est arrivé à Salzbourg (Salzburger Geschichten) de Kurt Hoffmann
- 1957 : Rendez-vous à Zurich (Die Zürcher Verlobung) d'Helmut Käutner
- 1958 : Mademoiselle Scampolo (Scampolo) d'Alfred Weidenmann
- 1958 : Le danger vient de l'espace (La morte viene dallo spazio) de Paolo Heusch
- 1959 : Nous avons un papa (Alle Tage ist kein Sonntag) d'Helmut Weiss
- 1959 : Le Tigre du Bengale (Der Tiger von Eschnapur) de Fritz Lang
- 1959 : Le Tombeau hindou (Das Indische Grabmal) de Fritz Lang
- 1959 : Marili de Josef von Báky
- 1960 : La Main rouge (Die Rote Hand) de Kurt Meisel
- 1960 : La Jeune Pécheresse (Die junge Sünderin) de Rudolf Jugert
- 1961 : Napoléon II, l'aiglon de Claude Boissol (film franco-italien)
- 1962 : Je ne suis qu'une femme ou Dites-le avec des fleurs (Ich bin auch nur eine Frau) d'Alfred Weidenmann
- 1963 : Elf Jahre und ein Tag de Gottfried Reinhardt
- 1963 : Le Grand Jeu de l'amour (Das große Liebesspiel) d'Alfred Weidenmann
- 1964 : Heirate mich, Chéri (de) d'Axel von Ambesser
- 1964 : Le Majordome de Jean Delannoy
- 1964 : Un certain désir de Hans Albin et Peter Berneis
- 1964 : Les Diamants du Mékong (Die Diamantenhölle am Mekong) de Gianfranco Parolini
- 1964 : Le Grain de sable de Pierre Kast
- 1965 : Moi et les hommes de quarante ans de Jack Pinoteau
- 1965 : Dis-moi qui tuer d'Étienne Périer
- 1965 : Die schwedische Jungfrau (de) de Kurt Wilhelm
- 1965 : Die Herren (de) de Franz Seitz, Rolf Thiele et Alfred Weidenmann
- 1965 : Le Secret de la liste rouge (Mozambique) de Robert Lynn
- 1966 : À belles dents de Pierre Gaspard-Huit
- 1966 : Ich suche einen Mann d'Alfred Weidenmann
- 1966 : Mes funérailles à Berlin (Funeral in Berlin), de Guy Hamilton
- 1966 : Espionnage à Capetown (Upperseven, l'uomo da uccidere) d'Alberto De Martino
- 1968 : Manon 70 de Jean Aurel
- 1968 : En pays ennemi (In Enemy Country) de Harry Keller
- 1968 : Negresco (Negresco – Eine tödliche Affaire) de Klaus Lemke (de)
- 1970 : Skullduggery de Gordon Douglas
- 1970 : A Taste of Excitement de Don Sharp
- 1972 : La Tentation dans le vent d'été (Versuchung im Sommerwind) de Rolf Thiele

### À la télévision
- 1961 : Die große Reise, téléfilm allemand de William Dieterle
- 1972 : Eine Frau bleibt eine Frau (Zehn Geschichten mit Lilli Palmer), téléfilm germano-autrichien d'Alfred Weidenmann
- 1989 : Le Joker, série allemande